# Илиамна
Это статья о вулкане. Об озере на Аляске см. Озеро Илиамна
Илиамна (англ. Iliamna) — действующий вулкан в северной части Алеутского хребта на Аляске, США. На российской карте 1852 г. он обозначен как «сопка Илимна».
Илиамна расположен в 215 км (134 миль) к юго-западу от Анкориджа. Его высота над уровнем моря — 3053 м. Склоны вулкана круто обрываются к западному берегу залива Кука. Фумаролы выходят на высоте около 2740 метров и на восточном склоне выбрасывают почти постоянный дым и пар. Считается активным и поэтому контролируется.